# Лот (Тревизо)
Лот је насеље у Италији у округу Тревизо, региону Венето.
Према процени из 2011. у насељу је живело 21 становника. Насеље се налази на надморској висини од 254 м.